# Blue Dragon Plus
Blue Dragon Plus (ブルードラゴンプラス, Burū Doragon Purasu) est un jeu vidéo de type tactical RPG développé par Mistwalker et édité par AQ Interactive, sorti en 2008 sur Nintendo DS.

## Accueil
- Jeuxvideo.com : 11/20[1]